# Deckname Scorpion – er kennt keine Gnade…
Deckname Scorpion – er kennt keine Gnade… (Originaltitel: Bersaglio altezza uomo) ist ein in italienisch-türkischer Koproduktion entstandener Kriminalfilm aus dem Jahr 1979. Guido Zurli inszenierte Luc Merenda in der Hauptrolle des im deutschsprachigen Raum im März 1985 erstveröffentlichten Film.

## Handlung
Interpol-Inspektor Keaton ist in dienstlicher Mission in Istanbul, um dort die Geschäfte eines Drogenbarons und seiner Komplizen zu unterbinden. Um ihn loszuwerden, werden diverse erfolglose Anschläge ausgeführt; schließlich wird der mittlerweile als friedlicher Kaufmann mit Familie lebende Gengis ausersehen, Keaton zu erschießen. Als Gengis sich weigert, wird sein Sohn getötet, seine Frau entführt und vergewaltigt. Gengis willigt endlich ein, dann tut er sich jedoch mit Keaton und der Polizistin Jasmine zusammen und tötet die Verbrecherbande.

## Kritik
Der triviale Actionkrimi wurde kaum wahrgenommen. A. Viganò meinte: „Es gibt ja keine Qualitätsuntergrenze auf der Filmskala. Zurlis Werk könnte aber einen neuen Tiefstand anzeigen.“

## Bemerkungen
Der Film wurde vor Ort in Istanbul gedreht. Türkischer Titel ist Hedef.